# Macronadata inculta
Macronadata inculta är en fjärilsart som beskrevs av Sergius G. Kiriakoff 1964. Macronadata inculta ingår i släktet Macronadata och familjen tandspinnare. Inga underarter finns listade i Catalogue of Life.